# Chen Sicheng
Chen Sicheng (陳思诚S; Shenyang, 22 febbraio 1978) è un attore, regista e sceneggiatore cinese.

## Biografia
Laureatosi alla Central Academy of Drama di Pechino, è noto per i suoi ruoli da protagonista nei film A Young Prisoner's Revenge e Spring Fever così come la serie televisiva Soldiers Sortie.
Come regista Chen è conosciuto per la fortunata serie televisiva Beijing Love Story e il suo sequel cinematografico, così come la serie di film commedia di successo Detective Chinatown.

## Filmografia parziale
- Chūnfēng chénzuì de yèwǎn, regia di Lou Ye (2009)